# Andrena fani
Andrena fani är en biart som beskrevs av Xu och Osamu Tadauchi 2000. Andrena fani ingår i släktet sandbin, och familjen grävbin. Inga underarter finns listade i Catalogue of Life.